# Pedro Venegas de los Ríos
Pedro Venegas de los Ríos (Córdoba del reino homónimo, Corona de España, 1524 – f. provincia de Nicaragua, Imperio español, ¿?) era un funcionario español que fuera nombrado de forma interina como alcalde mayor de Nueva Cartago y Costa Rica desde 1566 hasta 1568.

## Biografía

### Origen familiar y primeros años
Pedro Venegas de los Ríos había nacido en el año 1524 en la ciudad de Córdoba del reino homónimo, uno de los cuatro de Andalucía que formaba parte de la Corona española, siendo hijo de Alonso de los Ríos y de Constanza Venegas.

### Viaje a la América española
Pedro Venegas pasó a la América española y llegó a la entonces gobernación de Nicaragua en 1548, para ejercer el cargo de tesorero de la misma en 1550. 

### Alcalde mayor de Nueva Cartago y Costa Rica
En 1566 fue nombrado por la Real Audiencia de Panamá como alcalde mayor interino de Nueva Cartago y Costa Rica, debido a la muerte del adelantado Juan Vázquez de Coronado y en reemplazo del teniente de alcalde mayor Miguel Sánchez de Guido que ejercía el interinato desde 1564.
Cuando fue a ocupar su cargo, llevó consigo alguna gente para repoblar la ciudad de Cartago, que estaba casi abandonada, y auxilió a los pocos vecinos. Sin embargo, durante su administración la autoridad española no se extendió a otros territorios distintos de los ya dominados, ni se fundó ninguna nueva población. 
Los indígenas del valle del Guarco y de los pueblos de Turrialba, Ujarrás, Corrosí y Atirro se confederaron para atacar a los españoles y recuperar su independencia, a principios de 1568. Un rey llamado Turichiquí, que residía en el valle de Ujarrás, fue el principal caudillo del movimiento.
En febrero de ese año, Turichiquí invitó al alcalde mayor a visitar su pueblo y para solicitar que señalasen tierras que pudieran ser pobladas por los indígenas de ese valle, que andaban rebelados en los montes y supuestamente querían someterse de nuevo. 
Venegas de los Ríos, con diez soldados y algunos aborígenes de servicio, se trasladó a Ujarrás y fue muy bien recibido por Turichiquí, quien lo hospedó en su casa y lo invitó a comer. Después de la comida se ofreció a los visitantes un espectáculo consistente en una danza guerrera.

### Rebelión del rey Turichiquí y sus aliados
Durante la presentación, uno de los indígenas pronunció algunas palabras en su lengua y los danzantes prorrumpieron en gritos de guerra a la vez que comenzaron a salir otros muchos que estaban emboscados en unos cañaverales a la orilla de un río vecino. Los españoles se defendieron y lograron retirarse, no sin que los indígenas lograsen herir de gravedad a dos de ellos y matasen a dos mestizos y a varios criados indígenas.
Aunque el alcalde mayor y sus hombres lograron llegar a Cartago, la sublevación se hizo general y pronto se temió un ataque contra la ciudad. Para defenderse, los vecinos se congregaron en la iglesia parroquial de Santiago Apóstol, que era el edificio más sólido.

### Sucesión del cargo y regreso a Nicaragua
Una vez que se enteraron de que el gobernador designado Pero Afán de Ribera y Gómez estaba en camino, le enviaron mensajeros para que apresurase su llegada. Afán de Ribera llegó a Cartago el 27 de marzo de 1568 y su llegada salvó la ciudad.
Venegas de los Ríos le hizo entrega del mando y, al parecer abandonó la Provincia de Costa Rica poco después, posiblemente para regresar a la Provincia de Nicaragua.